# Ferrari Sergio
Ferrari Sergio – supersamochód klasy średniej wyprodukowany pod włoską marką Ferrari w 2016 roku.

## Historia i opis modelu

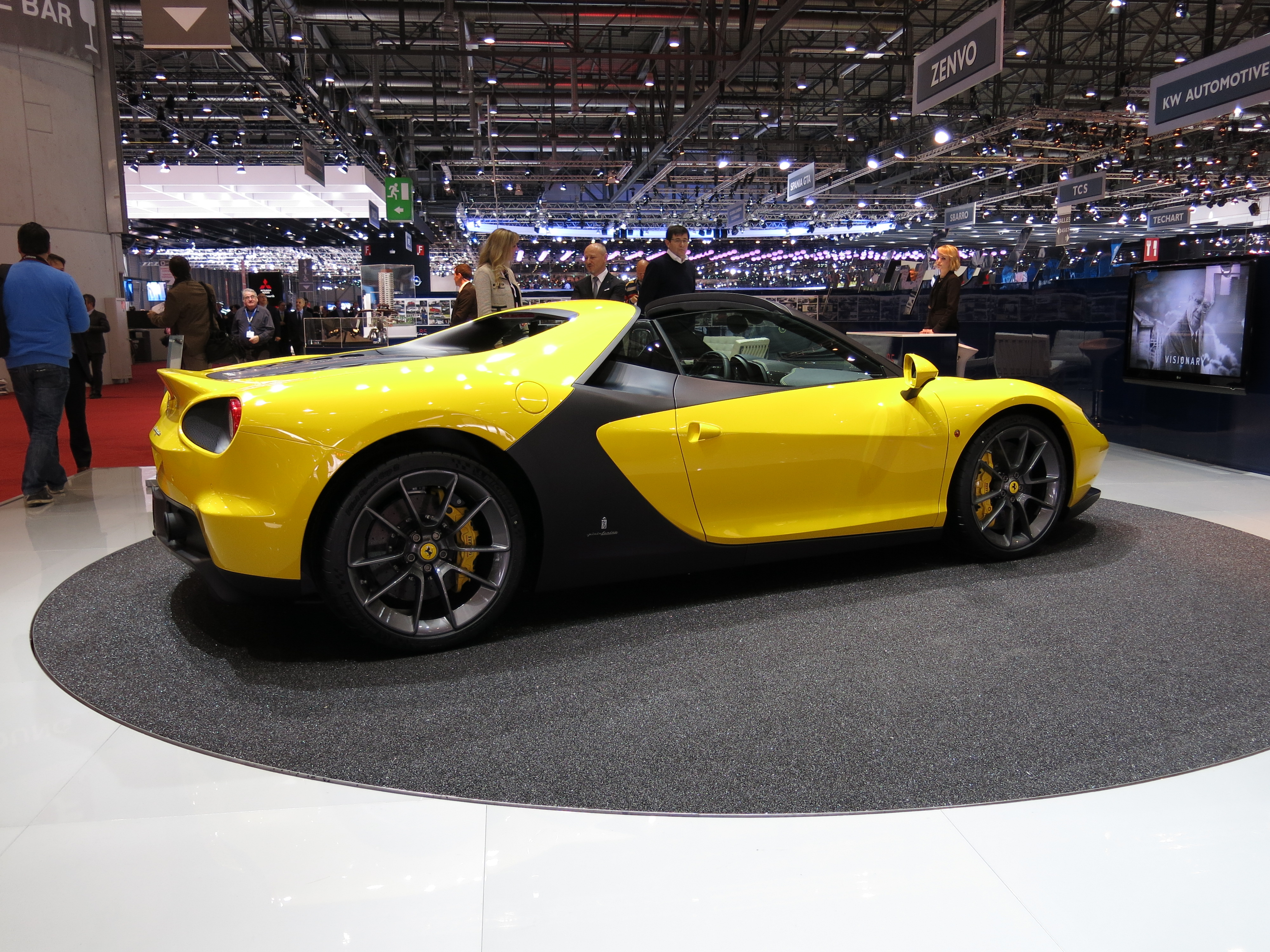
Ferrari Sergio - tył

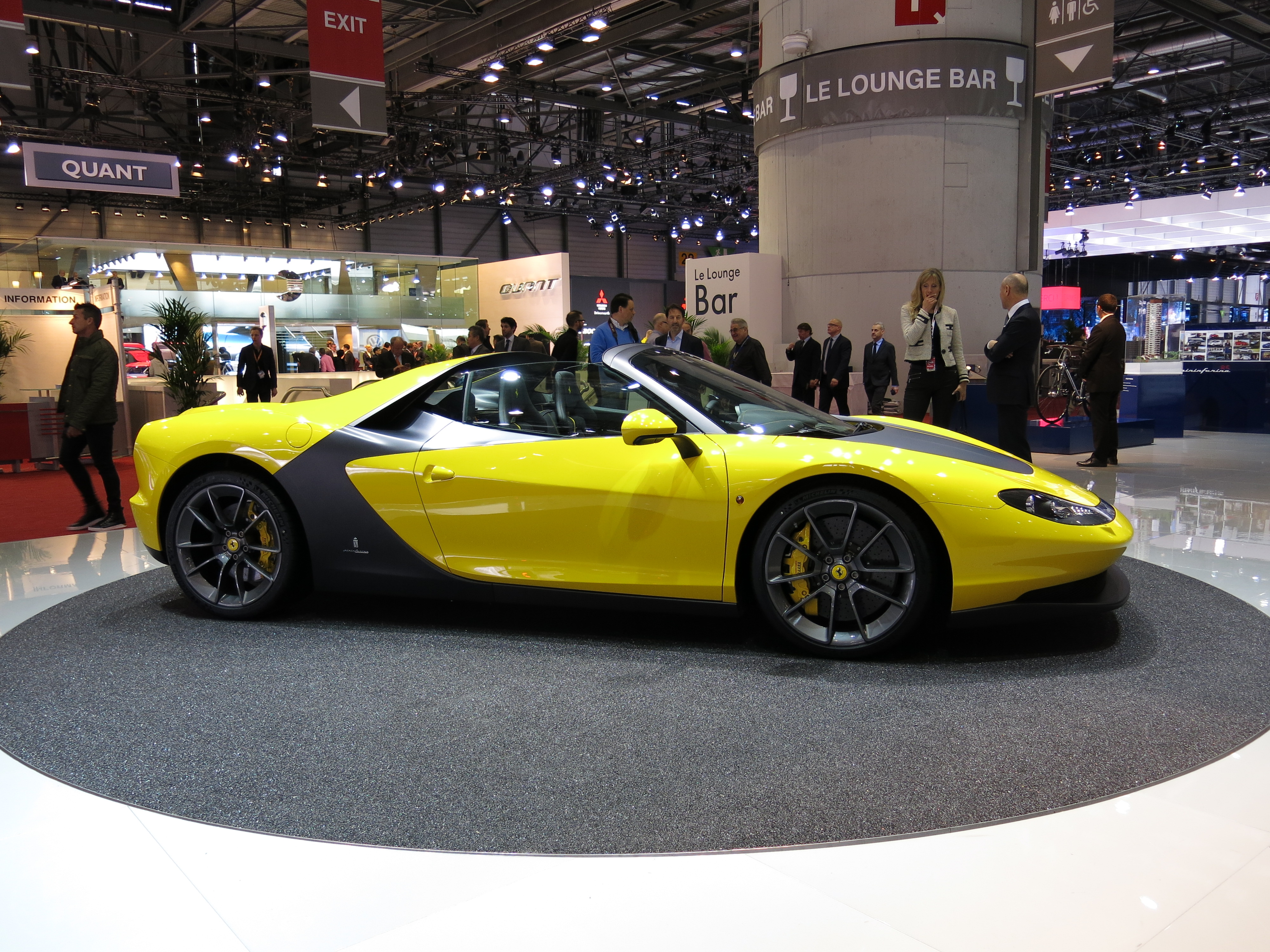
Ferrari Sergio - sylwetka

Pierwowzorem dla limitowanego modelu Ferrari był prototyp Pininfarina Sergio, który włoskie studio projektowe przedstawiło w marcu 2013 roku podczas targów motoryzacyjnych Geneva Motor Show, nadając mu postać futurystycznie stylizowanego roadstera pozbawionego szyby czołowej. Nazwa pojazdu była hołdem dla zmarłego przed rokiem słynnego projektanta i syna założyciela studia Pininfarina, Sergio Pininfariny.
Seryjna interpretacja studium powstała rok później jako wspólna inicjatywa Pininfariny oraz Ferrari, prezentując ją w grudniu 2014 roku. Za bazę techniczną obrano Ferrari 458 Italia w otwieranym wariancie Spyder, z którym Sergio wspóldzieliło nie tylko płytę podłogową, zawieszenię i jednostkę napędową, ale i w całości wystrój kabiny pasażerskiej, na czele z deską rozdzielczą.
Pod kątem wizualnym Ferrari Sergio w obszernym nawiązało do prototyu Pininfariny z 2013 roku, wyróżniając jednocześnie bardziej stonowaną stylizacją. Szpiczasty pas przedni przyozdobiły agresywnie ukształtowane, wąskie reflektory oraz nisko osadzona atrapa chłodnicy, z kolei nadwozie pomalowano w dwóch tonacjach łączących barwę szarą z głównym kolorem nadwozie, który spersonalizować można było w ramach specjalnego programu Tailor Made.
Do napędu Ferrari Sergio wykorzystany został wolnossący silnik benzynowy typu V8 o pojemności 4,5 litra i mocy zwiększonej do 605 KM, przenosząc napęd na tylną oś przy pomocy sekwencyjnej, 7-biegowej automatycznej skrzyni biegów. Samochód zyskał przeprojektowany układ dolotowy, który pozwala napędowi na wygenerowanie dodatkowych 5 KM mocy i zwiększonego docisku nadwozia.

### Sprzedaż
Ferrari Sergio powstało jako ściśle limitowany model skierowany do wyselekcjonowanego grona nabywców. Włoskie przedsiębiorstwo wyprodukowało łącznie 6 sztuk supersamochodu, określając cenę za każdy egzemplarz w wysokości ok. 3 milionów euro. Dwa lata po debiucie jeden egzemplarzy w żółtym kolorze nadwozia trafił na rynek wtórny, w cenie sprzedaży określonej na 4,3 miliona euro.

### Silnik
- V8 4.5l 605 KM